# Grania macrochaeta
Grania macrochaeta is een ringworm uit de familie van de Enchytraeidae. De wetenschappelijke naam van de soort is voor het eerst geldig gepubliceerd in 1901 door Pierantoni.